# Zementationszone
Die Zementationszone ist Teil der Verwitterungszone sulfidischer Erzlagerstätten. Sie liegt im sauerstoffarmen bis reduzierenden Milieu des Grundwasserspiegels unterhalb von Auslaugungszone und Oxidationszone. Aus den letztgenannten Zonen gehen bei der Verwitterung edlere Metallsulfate (z. B. Cu-Sulfat) in Lösung, migrieren nach unten in die Zementationszone, wo sie im Austausch gegen unedlere Metalle (z. B. Eisen) entsprechend der Spannungsreihe als Sulfide oder gediegene Elemente  wieder ausgefällt werden. Ein stark schwankender Grundwasserspiegel, wie er im ariden und semiariden Klima auftritt, begünstigt die Ausbildung einer ausgeprägten Zementationszone.
Typische Minerale der Zementationszone sind gediegen Kupfer, Covellin, Chalkosin, gediegen Silber und Argentit. Neben Kupfer und Silber kommt es auch zur Anreicherung von Gold. Viele Lagerstätten (z. B. die porphyrischen Kupferlagerstätten) sind nur im Bereich der Zementationszone bauwürdig.